# NetBIOS
NetBIOS був розроблений фірмою Sytek Corporation за замовленням IBM в 1983 році. Він містить у собі інтерфейс сеансового рівня (NetBIOS interface) моделі OSI. Транспортні протоколи — це NetBEUI, TCP/IP, IPX/SPX. NetBIOS over TCP/IP називається NetBT.
Мережа Windows не живе без NetBIOS. Неважливо, що написано у властивостях мережевого оточення — якщо є це оточення, значить є і NetBIOS. Він відповідає за логічні імена комп'ютерів у мережі і передачу даних між двома комп'ютерами, що встановили між собою сесію.
Інтерфейс NetBIOS являє собою стандартний інтерфейс розробки програм (API) для забезпечення мережних операцій вводу/виводу й керування транспортним протоколом нижчого рівня. Програми, що використають NetBIOS API інтерфейс, можуть працювати тільки при наявності протоколу, що допускає використання такого інтерфейсу.
NetBIOS також визначає протокол, що функціонує на сеансовому/транспортному рівнях моделі OSI. Цей протокол використовується поверх інших протоколів (таких як IPX, NetBEUI, NetBT - поверх стеку протоколів TCP/IP) для виконання мережевих запитів вводу/виводу й операцій, описаних у стандартному інтерфейсному наборі команд NetBIOS. Тобто NetBIOS сам не підтримує виконання файлових операцій. Ця функція перекидається на протоколи нижчих рівнів, а сам NetBIOS забезпечує тільки зв'язок із цими протоколами та NetBIOS API інтерфейс.
NetBIOS забезпечує:
- Реєстрацію й перевірку мережних імен
- Встановлення й розрив з'єднань
- Зв'язок із гарантованою доставкою інформації
- Зв'язок з негарантованою доставкою інформації
- Підтримку керування й моніторингу драйвера й мережної карти